# Індра III
Індра III (*д/н — 929) — магараджахіраджа (цар царів) держави Раштракутів у 914–929 роках, визначний військовий діяч.

## Життєпис
Походив з династії Раштракутів. Син Джагатунги та Лакшмі, принцеси з династії Чеді. Його батько був сином магараджихіраджи Крішни II. Джагатунга помер молодим до 914 року. Тому після смерті діда Індра обійняв трон Раштракутів.
Із самого початку свого володарювання Індра III стикнувся з повстаннями своїх данників. Спочатку він змушений був придушувати повстання раджпутського клану Парамарів, які опиралися на допомогу Пратіхарів. Зрештою Індрі наприкінці 914 року вдалося розбити своїх ворогів на півночі та захопити столицю Гуджара-Пратіхарів — Каннаудж, який Раштракути утримували до 916 року.
Після цього Індра III повернув контроль на державою Венги (сучасний штат Андхра-Прадеш). Відтак був похід на південь до краю Індостану. У вирішальній битві Індра III розбив війська махараджи Парантаки I, володаря Чола. В результаті цього було відроджено імперію часів Говінди III.
Після цього Індра III здебільшого опікувався збереженням впливу на захоплених землях, а також внутрішніми справами, перш за все розбудовою храмів. Помер у 829 році. Йому наслідував син Амогаварша II.

## Родина
- Амогаварша, володарював у 929—930 роках
- Говінда, володарював у 930—936 роках